# Lucile the Waitress
Pour plus de détails, voir Fiche technique et Distribution.
Lucile the Waitress est un film muet américain réalisé par William Bailey et sorti en 1916.

## Fiche technique
- Titre : Lucile the Waitress
- Réalisation : William Bailey
- Scénario : Bide Dudley
- Photographie :
- Montage :
- Producteur : Carl Laemmle
- Société de production : Universal Film Manufacturing Company
- Pays d'origine :  États-Unis
- Langue : intertitres en anglais
- Format : Noir et blanc — 35 mm — 1,33:1 — Son : Muet
- Genre : Comédie
- Durée : 10 minutes
- Dates de sortie :
  -  États-Unis : 25 octobre 1916

## Distribution
- Jennie Nelson : Lucile
- Paul Panzer : l'artiste
- Jack Ridgeway : Mr. Skids